# Rui Andrade
Rui Pinto de Andrade (Luanda, 23 de septiembre de 1999) es un piloto de automovilismo angoleño-portugués. Ha destacado en carreras de resistencia de la categoría LMP2, logrando victorias en el Campeonato Mundial de Resistencia de la FIA y WeatherTech SportsCar Championship.

## Resumen de carrera
| Temporada | Categoría                                           | Equipo                    | Carreras     | Victorias    | Poles        | VR           | Podios       | Puntos       | Pos.         |
| --------- | --------------------------------------------------- | ------------------------- | ------------ | ------------ | ------------ | ------------ | ------------ | ------------ | ------------ |
| 2018      | Campeonato de España de F4                          | Drivex School             | 14           | 0            | 0            | 0            | 0            | 43           | 12.º         |
| 2019      | Campeonato de EAU de Fórmula 4                      | Dragon Racing             | 20           | 0            | 0            | 2            | 6            | 201          | 5.º          |
| 2019      | Eurofórmula Open                                    | Drivex School             | 18           | 0            | 0            | 0            | 0            | 6            | 22.º         |
| 2019      | Fórmula Ford Portugal                               | N/A                       | 2            | 0            | 0            | 0            | 1            | 20           | 5.º          |
| 2019      | Eurocopa de Fórmula Renault                         | FA Racing by Drivex       | 2            | 0            | 0            | 0            | 0            | 0            | 25.º         |
| 2020      | Toyota Racing Series                                | M2 Competition            | 15           | 0            | 0            | 0            | 0            | 70           | 16.º         |
| 2020      | Eurofórmula Open                                    | CryptoTower Racing        | 18           | 0            | 0            | 0            | 0            | 28           | 14.º         |
| 2021      | Asian Le Mans Series - LMP2                         | G-Drive Racing            | 4            | 0            | 0            | 0            | 3            | 66           | 3.º          |
| 2021      | European Le Mans Series - LMP2                      | G-Drive Racing            | 6            | 0            | 0            | 0            | 1            | 42           | 8.º          |
| 2021      | Campeonato Mundial de Resistencia de la FIA - LMP2  | G-Drive Racing            | 2            | 0            | 0            | 0            | 0            | 0            | NC†          |
| 2022      | Campeonato Mundial de Resistencia de la FIA - LMP2  | RealTeam by WRT           | 6            | 1            | 0            | 0            | 3            | 96           | 4.º          |
| 2022      | WeatherTech SportsCar Championship - LMP2           | Tower Motorsport          | 4            | 1            | 0            | 0            | 3            | 990          | 12.º         |
| 2022      | European Le Mans Series - LMP2                      | Duqueine Team             | 1            | 0            | 0            | 0            | 0            | 2            | 24.º         |
| 2023      | Campeonato Mundial de Resistencia de la FIA - LMP2  | Team WRT                  | 7            | 3            | 1            | 0            | 6            | 173          | 1.º          |
| 2023      | European Le Mans Series - LMP2                      | Inter Europol Competition | 6            | 0            | 0            | 0            | 1            | 33           | 7.º          |
| 2024      | Campeonato Mundial de Resistencia de la FIA - LMGT3 | TF Sport                  | 8            | 0            | 0            | 0            | 1            | 50           | 10.º         |
| 2024      | WeatherTech SportsCar Championship - GTD            | Lone Star Racing          | 5            | 0            | 0            | 0            | 0            | 945          | 38.º         |
| 2025      | Campeonato Mundial de Resistencia de la FIA - LMGT3 | TF Sport                  | Disputándose | Disputándose | Disputándose | Disputándose | Disputándose | Disputándose | Disputándose |
| Fuente:   |                                                     |                           |              |              |              |              |              |              |              |

- † Era piloto invitado, por lo que no sumó puntos.

## Resultados

### Asian Le Mans Series
(Clave) (negrita indica pole position) (cursiva indica vuelta rápida)

| Año  | Escudería      | Clase | Automóvil       | 1   | 2   | 3   | 4   | Pos. | Puntos | Ref.  |
| ---- | -------------- | ----- | --------------- | --- | --- | --- | --- | ---- | ------ | ----- |
| 2021 | G-Drive Racing | LMP2  | Aurus 01-Gibson | DUB | DUB | YMC | YMC | 3.º  | 66     | [ 4 ] |
| 2021 | G-Drive Racing | LMP2  | Aurus 01-Gibson | 4   | 2   | 3   | 2   | 3.º  | 66     | [ 4 ] |

### 24 Horas de Le Mans
| Año     | Equipo          | Copilotos                      | Automóvil       | Clase | Vueltas | Pos. | Pos. Clase |
| ------- | --------------- | ------------------------------ | --------------- | ----- | ------- | ---- | ---------- |
| 2021    | G-Drive Racing  | Roberto Merhi John Falb        | Aurus 01-Gibson | LMP2  | 108     | DNF  | DNF        |
| 2022    | RealTeam by WRT | Ferdinand Habsburg Norman Nato | Oreca 07-Gibson | LMP2  | 362     | 21.º | 17.º       |
| 2023    | Team WRT        | Louis Delétraz Robert Kubica   | Oreca 07-Gibson | LMP2  | 328     | 10.º | 2.º        |
| Fuente: |                 |                                |                 |       |         |      |            |